# Cisticola brunnescens
El cistícola pectoral (Cisticola brunnescens) es una especie de ave paseriforme de la familia Cisticolidae propia de África oriental y central. 

## Descripción

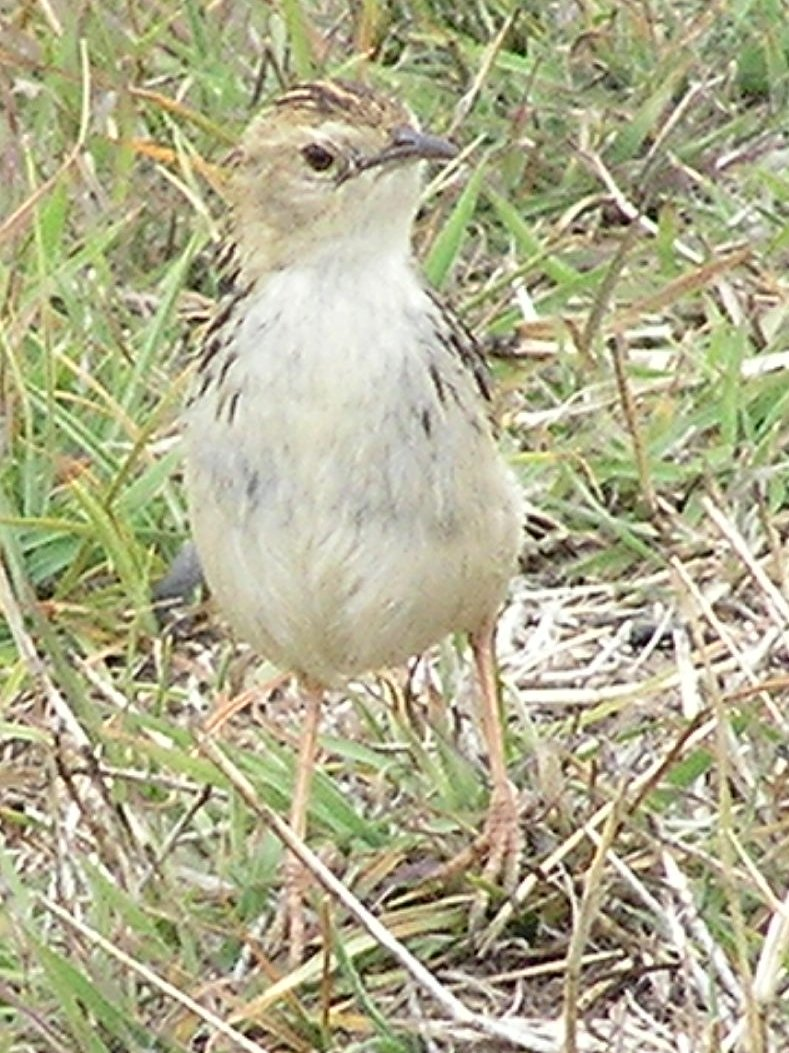
Se caracteriza por la zona veteada de los laterales del pecho.

Es un pájaro pequeño de 9–10 cm de largo. Su cola es de longitud media y algo más larga en la época reproductiva. El plumaje de sus partes superiores es de color ocre con veteado negro, y el de las inferiores blanquecino, salvo por sendas zonas veteadas en negro en los laterales del pecho, que le dan nombre a la especie. Estas manchas se hacen más oscuras en la época de cría, pero incluso entonces no son fáciles de ver.

## Distribución y hábitat
Se encuentra en África oriental y el oeste de África central, distribuido por Camerún, República del Congo, República Democrática del Congo, Eritrea, Etiopía, Gabón, Kenia, Somalia y Tanzania. Su hábitats son los humedales de zonas montañosas.